# Bällsjögöl
Bällsjögöl är en sjö i Västerviks kommun i Småland och ingår i Vindån-Storåns huvudavrinningsområde.